# Юлдузли
Юлдузли́ (рос. Юлдузлы, башк. Йондоҙло) — присілок у складі Буздяцького району Башкортостану, Росія. Входить до складу Арслановської сільської ради.
Населення — 129 осіб (2010; 143 у 2002).
Національний склад:
- татари — 57 %
- башкири — 39 %